# Silje Storstein
Silje Storstein (Oslo, 30 maart 1984) is een Noorse toneelspeelster en filmactrice.

## Biografie
Silje Storstein werd in 1984 geboren in Oslo en is de dochter van de Noorse toneelacteur Are Storstein. Haar eerste opleiding kreeg ze in de steinerschool van Oslo. In 2008 studeerde zij af aan de Noorse theateracademie. Storstein speelt sinds 2008 in diverse theaterproducties, onder andere bij het Noors Theater en het Trøndelag Teater. Rollen die zij speelde zijn onder andere Wendy in Peter Pan, Julia in Romeo en Julia en barones in Evita.
Zij werd internationaal bekend door haar titelrol in de verfilming van De wereld van Sofie, waarvoor ze uit 4500 kandidaten werd geselecteerd. Ze heeft rollen gespeeld voor TV, film en toneel.

## Filmografie
- 1999 - Sofies verden
- 2001 - Fox Grønland (televisieserie)
- 2004 - Ikke naken
- 2007 - Mars & Venus
- 2009 - Upperdog
- 2015 - De nærmeste

## Prijzen en nominaties
De belangrijkste:
| Jaar | Prijs        | Categorie                | Film        | Uitslag     |
| ---- | ------------ | ------------------------ | ----------- | ----------- |
| 2015 | Amandaprisen | Beste vrouwelijke bijrol | De nærmeste | Genomineerd |

- Bibsys: 3078210
- Gemeinsame Normdatei: 1014332613
- International Standard Name Identifier: 0000 0003 9431 9209
- Nederlandse Thesaurus van Auteursnamen: 23460932X
- Virtual International Authority File: 179205103
- WorldCat: E39PBJrm4DmKtr4QprG7Q9rjG3